# Strophalingias
Strophalingias là một chi bướm đêm thuộc họ Cosmopterigidae.